# دييغو باريرا
دييغو باريرا (بالإنجليزية: Diego Barrera)‏ (25 مارس 1987 في كولومبيا - ) هو لاعب كرة قدم أمريكي في مركز الوسط. شارك مع منتخب الولايات المتحدة تحت 18 سنة لكرة القدم. أما مع النوادي، فقد لعب مع نادي كايا وStallion Laguna F.C. ‏ وWilmington Hammerheads FC ‏ وSan Fernando Valley Quakes ‏ وVentura County Fusion ‏ وCal FC ‏ وHollywood United Hitmen ‏ وUtica City FC ‏ وTeam Socceroo F.C. ‏.

## وصلات خارجية
- دييغو باريرا على موقع قاعدة بيانات كرة القدم.إي يو (الإنجليزية)
- دييغو باريرا على موقع Soccerway.com (الإنجليزية)